# Neptis sextilla
Neptis sextilla är en fjärilsart som beskrevs av Paul Mabille 1882. Neptis sextilla ingår i släktet Neptis och familjen praktfjärilar. Inga underarter finns listade i Catalogue of Life.